# نوبند جدید
نوبند جدید، روستایی در دهستان گوربند بخش مرکزی شهرستان میناب در استان هرمزگان ایران است.
روستای نوبند از دوبخش نوبند جدید و نوبند قدیم تشکیل شده است. همان طور که از اسمشان پیداست قدمت نوبند قدیم بیشتر است. قدمت بخش نوبند قدیم حدود ۳۰۰ تا ۴۰۰ سال است. 
در سال ۱۳۶۸ در روستای نوبند هنگامی که تراکتور زمین های کشاورزی را شخم میزد احمد خرمی نوبندی فرزند محمد خرمی نوبندی در زمانی که ۱۴ سال سن داشت یک کوزه پر از سکه های نقره از زمان قاجار پیدا کرد که این ثابت می کرد قدمت روستای نوبند بیشتر از۳۰۰ سال است. 
بنیان گذار بخش نوبند جدید محمد خرمی نوبندی بود.  

## جمعیت
بر پایه سرشماری عمومی نفوس و مسکن در سال ۱۳۹۵، جمعیت این روستا برابر با ۱٬۴۵۵ نفر (۴۲۹ خانوار) بوده‌است.